# GJ Ac
Die Güterwagen der Baureihe Ac der dänischen Gjedser Jernbane waren 20 geschlossene Güterwagen. Davon erhielten 10 Exemplare ein Bremserhaus. Sie wurden 1886 von der Waggonfabrik Heine in Preetz in Schleswig-Holstein gebaut.

## Geschichte
Alle 20 weißlackierten Güterwagen besaßen seitliche Schiebetüren sowie doppelflügelige Stirnwandtüren. 10 davon erhielten ein erhöhtes Bremserhaus, von dem aus die Schraubenhandbremse bedient werden konnte. Diese Wagen hatten auf der anderen Seite Doppelschwingtüren.

## DSB JE (I) / DSB JE (II)
Mit der Übernahme der von der A/S Gjedser Jernbane erbauten Strecken am 1. Januar 1893 durch die Danske Statsbaner (DSB) wurden die Wagen mit übernommen.
Die Wagen ohne Bremserhaus erhielten die Baureihenbezeichnung JE (I) sowie die Betriebsnummern 4431–4440. Sie wurden 1897 braun lackiert.
Die Wagen mit Bremserhaus erhielten die Baureihenbezeichnung JE (II) sowie die Betriebsnummern 4441–4450. Sie wurden 1897 braun lackiert.
Die gesamte Serie war der Centralværkstedet Aarhus zugeteilt.

## DSB JC (VI) / DSB JC (VII)
Bei einer 1928 erfolgten Neuordnung des dänischen Nummernsystems erhielten
- die Wagen ohne Bremserhaus die Baureihenbezeichnung JC (VI) – sie behielten die Betriebsnummern 4431–4440[6]
- die Wagen ohne Bremserhaus die Baureihenbezeichnung JC (VII) – sie behielten die Betriebsnummern 4441–4450[7]

Der Wagen JC 4435 wurde 1931 ausgemustert, die Wagen JC 4431 und 4432 wurden ab 1939 nur noch im Lokalgüterverkehr zwischen dem Helgoland maskindepot und Frederikssund eingesetzt.
1941 wurden neue Betriebsnummern vergeben, weil die Nummernkreise durch die Zahl der vorhandenen Güterwagen nicht mehr ausreichten. Die Wagen 4431–4434 und 4436–4440 bekamen durch das Vorstellen einer 2 die Nummern 24431–24434 und 24436–24440 und wurden gleichzeitig zur neuen Baureihe DSB JC (IV) und die Wagen JC 4441–4450 erhielten die Nummern 24441–24450 und wurden zur Baureihe DSB JC (V).

## DSB JC (IV)
JC 24434 wurde ab Mitte der 1940er-Jahre nur noch zur Aufbewahrung von Werkzeugmaschinen in Århus verwendet und 1949 ausgemustert. JC 24437 wurde im gleichen Zeitraum nur für lokale Transporte in Nyborg benutzt und 1950 ausgemustert. Die restlichen Fahrzeuge wurden zwischen 1942 und 1950 ausgemustert, lediglich beim JC 24433 erfolgte die Ausmusterung erst 1955.

## DSB JC (V)
Um 1943 wurde bei allen Wagen das Bremserhaus abgebaut. Die Ausmusterung der Wagen JC 24441–24442, 24444–24446 und 24447–24450 erfolgte zwischen 1949 und 1942. Die Wagenkästen von JC 24447 und 24448 wurden als Gartenhäuser in Mørkøv auf der Insel Seeland und in Rungsted Kyst weiter verwendet.

## DSB Kedelvogn 17
Der Wagen JC 24443 wurde 1944 mit zwei Dampfheizkesseln ausgerüstet und anschließend bis 1958 als Heizwagen (Kedelvogn 17) zum Vorwärmen von Reisezuggarnituren verwendet.

## DSB Bygningsvogn 17
Der Wagen JC 24446 wurde 1949 in der Centralværkstedet Aarhus zum Bauwagen (Bygningsvogn 17) umgebaut und anschließend ab 1950 in Brande eingesetzt.

## DSB Specialvogn 267
1958 wurde der Bygningsvogn 17 in Specialvogn 267 umgezeichnet. Die seitlichen Schiebetüren wurden mit Fenstern ausgestattet und der Wagen mit einer Druckluftleitung versehen. Er verblieb weiterhin in Brande und wurde 1966 ausgemustert.